# Neotheropoda
Neotheropoda (nuovi teropodi) è un clade comprendente tutti i teropodi dai coelophysoidi ai più evoluti averostri, che comprendono anche i moderni uccelli.

## Definizione
Il clade Neotheropoda fu istituito dal paleontologo Robert T. Bakker nel 1986 e vi venivano collocati tutti i sottogruppi di teropodi relativamente avanzati da Ceratosauria a Tetanurae. Tuttavia la maggior parte dei ricercatori, oggi, utilizza questo termine per indicare un gruppo più ristretto: Averostra. Neotheropoda è stato definito da Paul Sereno nel 1998 come un clade che comprendesse tutti i teropodi dall'antico Coelophysis ai moderni uccelli, comprendente quindi quasi tutti i teropodi tranne le specie più primitive.